# Sebastian Benesch
Sebastian Benesch (* 13. August 1987 in München) ist ein deutscher Sportreporter und Moderator.

## Leben
Sebastian Benesch studierte an der Ludwig-Maximilians-Universität in München Europäische Ethnologie, Soziologie und Theaterwissenschaften. Während des Studiums arbeitete er für das Studentenradio „AFK M94.5“. Dort moderierte er u. a. mit der Moderatorin Jacqueline Belle, mit der er heute einen Podcast hat. Nach einer Hospitanz beim Bayerischen Rundfunk war er für zwei Jahre bei Sky Sport News HD als Redakteur, bevor er sich im Dezember 2016 dem Streaming-Dienst DAZN als Reporter und Moderator anschloss. Bei DAZN ist Benesch als Reporter für die Bundesliga, die UEFA Champions League und die UEFA Europa League zuständig. Am 7. Spieltag der Fußball-Bundesliga in der Saison 2019/20 bezeichnete er den Augsburger Stürmer Florian Niederlechner in einem Interview versehentlich als „Florian Niederlage“.
Während der Corona-Zeit entstand das Format Mein Nachbar der Weltmeister mit dem Fußball-Weltmeister von 1990 Andreas Brehme für DAZN, in dem er sich von Balkon zu Balkon mit Brehme über verschiedene Themen unterhält. Zudem moderiert er ebenfalls für DAZN QUIZN, ein Quiz-Format, bei dem er verschiedene Kandidaten zum Quiz via Videoschalte trifft.
Im August 2021 wurde Benesch Teil des Reporter-Teams für die Champions League auf Amazon Prime Video.
Seit Oktober 2021 ist Sebastian Benesch im Bayern-3-Podcast Wenn das ich wäre mit Jacqueline Belle wöchentlich zu hören.
Im Jahr 2021 startete Benesch seinen Kanal „Gut Golf“ auf YouTube: Ein Interview-Format, bei dem er mit verschiedenen Persönlichkeiten Golf spielt und diese interviewt. Gäste waren bisher unter anderem Sepp Maier, Philipp Kohlschreiber, Patrick Owomoyela, Linus Strasser, Tobias Angerer, Jonas Hofmann und Niklas Lomb, Nils Petersen, Martin Harnik etc.
Benesch lebt in München.